# Stemma del Territorio Antartico Britannico
Lo stemma del Territorio Antartico Britannico fu concesso per la prima volta nel 1952, quanto tale territorio era ancora parte delle Isole Falkland (assieme alla Georgia del Sud e Isole Sandwich Australi).

## Descrizione
L'arma è costituita centralmente da uno stemma bianco che presenta una pila rossa contenente una fiaccola fiammeggiante dorata e che reca nella metà superiore tre linee ondulate azzurre, a simboleggiare il mare.
Come sostegno sinistro è posto un leone dorato, il quale rappresenta il Regno Unito, mentre come sostegno destro è posto un pinguino imperatore, il quale rappresenta la fauna selvatica autoctona del territorio. Le succitate figure si ergono su delle terrazze rispettivamente d'erba e di ghiaccio.
Lo scudo è sormontato da un cimiero composto da un elmo decorato con svolazzi bicolore (bianco e azzurro) e da una rappresentazione della RRS Discovery, la nave da ricerca utilizzata da Robert Falcon Scott ed Ernest Shackleton nel loro primo viaggio in Antartide. Tali decorazioni sono separate da una cercine bicolore (anch'essa bianca e azzurra).
Sovrapposto alla terrazza, è presente un cartiglio dorato recante il motto «RESEARCH AND DISCOVERY», il quale riflette gli obiettivi del British Antarctic Survey.